# (39) Laetitia
(39) Laetitia – planetoida z pasa głównego planetoid okrążająca Słońce w ciągu 4 lat i 220 dni w średniej odległości 2,77 j.a. Została odkryta 8 lutego 1856 roku w Paryżu przez Jeana Chacornaca. Nazwa planetoidy pochodzi od Laetitii, rzymskiej personifikacji wesołości i wdzięku.